# تألق مناعي

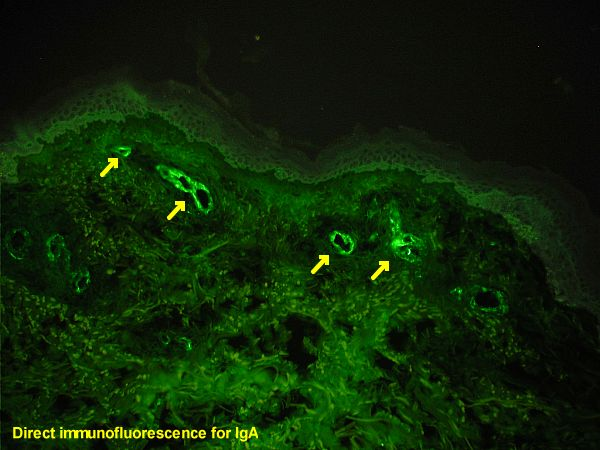
صورة مجهرية لمقطعٍ نسيجي لجلد الإنسان قد تم تحضيره لإجراء تألق مناعي مباشر باستعمال جسم مضاد للغلوبيولين المناعي A، وهذه الخزعة الجلدية من مريض بفرفرية هينوخ-شونلاين. توجد ترسبات الغلوبيولين المناعي A في جدران الشعيرات الدموية الصغيرة السطحية (الأسهم الصفراء)، أما المناطق الخضراء الشاحبة المتموجة في الأعلى هي البشرة، والمناطق الليفية السفلية هي الأدمة.

التألق المناعي أو الفلورة المناعية (بالإنجليزية: Immunofluorescence)‏ هي تقنية تُستعمل في المجهر الضوئي مع المجهر الفلوري، حيثُ تستعمل أساسًا على عينات علم الأحياء الدقيقة. تَستخدم هذه التقنية خصوصية الأجسام المضادة مع مولدات ضدها لتوجيه صبغات فلورية نحو جزيئاتٍ حيوية خاصة ضمن الخلية، وهذا يسمح بإظهار توزيعها ضمن العينة.

## روابط خارجية
- Immunofluorescence في المكتبة الوطنية الأمريكية للطب نظام فهرسة المواضيع الطبية (MeSH).